# Jerzy Trojanowski (biochemik)
Jerzy Trojanowski (ur. 18 kwietnia 1925 w Lublinie, zm. 26 października 2013) – polski biochemik, prof. dr hab. związany z Uniwersytetem Marii Curie-Skłodowskiej w Lublinie.

## Życiorys
Był wieloletnim pracownikiem Wydziału Biologii i Nauk o Ziemi Uniwersytetu Marii Curie-Skłodowskiej w Lublinie, pracę naukowo-dydaktyczną zaczynając na stanowisku asystenta w Zakładzie Fizjologii Roślin w 1948. Od 1953 był adiunktem, następnie w 1960 otrzymał stopień naukowy docenta, a od 1980 był profesorem zwyczajnym. Był współorganizatorem Katedry Biochemii, utworzonej w 1957, przekształconej następnie w Zakład Biochemii, którym kierował od 1958. W latach 1962–1965 funkcję prodziekana Wydziału Biologii i Nauk o Ziemi UMCS.
W ostatnich latach życia prowadził pracę i badania naukowe na Uniwersytecie w Getyndze.